# César Villanueva
 César Villanueva Arévalo (Lima, 5 de agosto de 1946) é um administrador e político peruano, ex-Presidente do Conselho de Ministros, foi nomeado por Martín Vizcarra em 2018 e deixou o cargo em 2019, também tendo exercido esse cargo entre 2013 e 2014, no governo de Ollanta Humala. No período 2007-2013, Villanueva assumiu o cargo de Presidente do Governo Regional de San Martín, revelando-se um hábil mediador em casos controversos da política do país.

## Biografia
Nascido em Tarapoto em 5 de agosto de 1946, César Villanueva cursou Administração na Universidade Federico Villarreal (UNFV). 